# Saudi-Gazelle
Die Saudi-Gazelle (Gazella saudiya) ist eine ausgestorbene Gazellenart der Arabischen Halbinsel. Sie galt früher als Unterart der Dorkasgazelle, wird heute aber meist als eigene Art behandelt.

## Systematik
Lange ging man davon aus, dass die Saudi-Gazelle lediglich eine Unterart der Dorkasgazelle sei, doch Untersuchungen der mitochondrialen DNA von Museumsexemplaren sprechen dafür, dass sie eine eigenständige Art darstellt.

## Ursprüngliche Verbreitung und Aussterben
Die Saudi-Gazelle (Gazella saudiya) war einst in großen Teilen der Arabischen Halbinsel, in Saudi-Arabien, in Kuwait und dem Süd-Irak verbreitet.
Die letzten Wildbestände der Saudi-Gazelle verschwanden in den 1980er-Jahren.
Einige in Gefangenschaft gehaltene Gruppen, etwa in Katar, Bahrain oder im Zoo von Al Ain, wurden als die letzten überlebenden Saudi-Gazellen betrachtet. Genetische Analysen kamen allerdings zum Ergebnis, dass es sich bei keiner der untersuchten Populationen um echte Saudi-Gazellen handelt.
Die Tiere gehen im maternalen Erbgut auf Benettgazellen, Dorkasgazellen und Persische Kropfgazellen zurück, es ist allenfalls möglich, dass Böcke der Saudi-Gazelle am Aufbau der Linien beteiligt waren. Damit gilt die Art als ausgestorben. Allerdings ist nicht auszuschließen, dass einige Tiere in den Wüsten der arabischen Halbinsel oder in Gefangenschaft überlebt haben könnten.